# نجيب نادري
نجيب نادري هو لاعب كرة قدم أفغاني في مركز الدفاع، ولد في 22 فبراير 1984 في أفغانستان. شارك مع منتخب أفغانستان لكرة القدم. أما مع النوادي، فقد لعب مع نادي هامبورغ.

## وصلات خارجية
- نجيب نادري على موقع ناشيونال فوتبول تيمز (الإنجليزية)